# Lídia Brondi
Lídia Brondi Resende Mendes (Campinas, 29 ottobre 1960) è un'attrice brasiliana.

## Biografia
Lídia Brondi ha debuttato nel 1974 alla Tv Educativa. L'anno dopo è stata messa sotto contratto da Rede Globo, con partecipazioni, fino al 1990, in diverse telenovelas prodotte dal network, tra cui Dancin' Days, Destini, Happy End. Ha dato volto generalmente a ragazze simpatiche e solari. 
Negli anni 80 è stata per tre volte anche attrice cinematografica: il terzo e ultimo film, Radio Pirata, le ha regalato ulteriore successo. Sempre in quel decennio ha posato due volte per Playboy.

## Vita privata
Lídia Brondi nel 1982 ha sposato il regista televisivo Ricardo Waddington, che l'ha resa madre nel 1985 di Isadora. Nel 1991, tre anni dopo aver divorziato, è passata a nuove nozze, questa volta con l'attore Cássio Gabus Mendes, in forma civile. Di lì a poco è rimasta vittima di una depressione protrattasi per qualche tempo, che ha segnato di fatto la conclusione della sua carriera artistica: in seguito è riuscita a sconfiggere il suo male oscuro, trovando anche modo di completare gli studi universitari in Psicologia iniziati anni prima. Oggi svolge la professione di psicoanalista a San Paolo, non mancando comunque di apparire al fianco di Cassio Gabus Mendes in occasione di eventi pubblici . Dal 2013 la coppia è sposata anche col rito religioso, che è stato celebrato dal padre di Lidia, Jonas Resende, pastore evangelico. Lídia Brondi ha simpatie politiche di estrema sinistra.

## Filmografia

### Televisione
- Márcia e Seus Problemas (1974)
- O Grito (1975)
- O Feijão e o Sonho (1976)
- À Sombra dos Laranjais (1977)
- Espelho Mágico (1977)
- Ciranda cirandinha (1 episodio) (1978)
- Caso Especial (episodio "Jardim Selvagem") (1978)
- Dancin' Days (1978)
- Série Aplauso (episodio "A Ilha das Cabras") (1979)
- Os Gigantes (1979)
- Destini (Baila Comigo) (1981)
- Happy End (Final feliz) (1982)
- O Homem Proibido (1982)
- Transas e Caretas (1984)
- Roque Santeiro (1985)
- Corpo Santo (1987)
- Senza scrupoli (Vale tudo) (1988)
- Tieta (1989)
- Meu Bem, Meu Mal (1990)

### Cinema
- Perdoa-me por me traíres (1980)
- O Beijo No Asfalto, regia di Bruno Barreto (1981)
- Rádio Pirata (1987)